# Меерович, Даниил Григорьевич
Даниил Григорьевич Меерович (род. 16 марта 1956, Ленинград) — советский и российский альтист и педагог.
Заслуженный артист Российской Федерации (2001).
C 1963 года учился в Средней специальной музыкальной школе при Ленинградской государственной консерватории, затем окончил Ленинградскую консерваторию по классу альта (ученик Юрия Крамарова), в дальнейшем стажировался у Владимира Стопичева. Дипломант Всесоюзного конкурса музыкантов-исполнителей (1980).
В 1978—1991 годах — вице-концертмейстер альтов в оркестре Кировского театра под руководством Юрия Темирканова. С 1991 года — в Академическом симфоническом оркестре Санкт-Петербургской филармонии, с 1994 года — концертмейстер группы альтов.
С 1992 года выступает в составе Квартета имени Стравинского (бывшего Нового филармонического квартета). С 2000 года ведёт классы альта и струнного квартета в Санкт-Петербургской консерватории.
23 декабря 2001 получил звание Заслуженный артист Российской Федерации.